# Заводське (Миколаївський район)
Заводське (до 2025 — Первомайське) — селище Миколаївського району Миколаївської області України.
З 1965 по 2023 рік — селище міського типу, у 1965 до 2020 року було центром Первомайської селищної ради, якому підпорядковувались населенні пункти: Засілля, Квітневе, Новоселівка. Від 2020 року — центр Первомайської селищної громади, до складу якої увійшли смт Первомайське, села Білозірка, Благодатне, Киселівка, Костянтинівка, Максимівка, Новомиколаївка, Новоселівка, Партизанське та селища Засілля, Квітневе

## Географія
Селище розташоване у північно-східній частині Миколаївського району. більша частина населеного пункту розкинулася на правому березі річки Білозерка, русло якої нині зрегульовано водоймами. У межах селища знаходиться найбільше водосховище — Заводське, яке займає площу ___ м² із запасом води ____ м³.

## Населення

### Мова
Розподіл населення за рідною мовою за даними перепису 2001 року:
| Мова            | Кількість | Відсоток |
| --------------- | --------- | -------- |
| українська      | 3233      | 91.02%   |
| російська       | 296       | 8.32%    |
| румунська       | 7         | 0.20%    |
| білоруська      | 3         | 0.08%    |
| вірменська      | 2         | 0.06%    |
| польська        | 2         | 0.06%    |
| болгарська      | 1         | 0.03%    |
| інші/не вказали | 8         | 0.23%    |
| Усього          | 3552      | 100%     |

## Історія
Відліком заселення території селища варто вважати будівництво й початок експлуатації залізниці Миколаїв-Снігурівка — 1912—1916 роки. У цей період на будівництві працювали селяни не лише із села Засілля (із 1922 року Бармашове) але багато із села Калинівка, та ін.
У 1920-х роках виникають так звані Калинівські хутори — поселення окремих родин, які розпочали обробляти цілинні землі. Серед перших були родини Головенків, Завгородніх, Осіпових.
Село Засілля дало назву й однойменній станції.
Формуватися як населений пункт майбутнє селище Первомайське почало у 1932 році за два роки до створення радгоспу імені Кагановича, який утворився на базі одного із відділів. У 1932 році менше ніж за один кілометр на південний схід від станції Засілля розпочалося будівництво центральної садиби радгоспу імені Кагановича. Одночасно будуються перші землянки й через залізничну колію від центральної садиби, які згодом утворили окреме поселення, яке отримало назву Засілля. До 1964 року радгосп імені Кагановича був частиною села Засілля. Пізніше імені Кагановича перейменований на радгосп імені Леніна.
Радгосп імені Леніна спеціалізувався на вирощуванні пшениці, ячменю, кормових культур, а від 1964 року після початку роботи цукрового заводу, сировина для нього посіла чільне місце у структурі посівів.
05 червня 2025 року відповідно до Постанови Верховної Ради України № 4483-IX селищн Первомайське було перейменовано на село Заводське. Постанова набула чинності 18 червня 2025 року.

## Економіка
- Засільський цукровий завод

## Відомі люди
Самовіддано працювали на полях відділку немало мешканців села. Багаторічним керівником відділку був Пастушенко Андрій Дмитрович, котрий ще юнаком розпочав трудову діяльність тут, потім роки війни й майже двадцять років на полі працелюбного колективу. Він нагороджений орденом Жовтневої Революції, медалями.
Легендою став син першого поселенця Шевченко Карпо Михайлович тракторист, комбайнер, учасник війни, нагороджений урядовими відзнаками.
Лідером серед ланкових з вирощування цукрових буряків у районі був Сташко Петро Васильович.

## Освіта
- Первомайська ЗОШ І - ІІІ ступенів